# Norbulingka
Norbulingka (Wylie: Nor-bu-gling-ka) is een paleis en bijbehorend park in Lhasa, Tibet en diende als zomerverblijf van de dalai lama's van rond 1780 tot de invasie door China in het eind van de jaren '50. Het park werd rond 1750 door de zevende dalai lama Kälsang Gyatso aangelegd en werd het zomerverblijf tijdens de regering van de achtste dalai lama Jampäl Gyatso.
Het paleis bevindt zich drie kilometer ten westen van het Potala, dat werd gebruikt als winterpaleis. In het begin van de 20e eeuw werd het paleis uitgebreid met nieuwe gebouwen. In 2001 werd het paleis door de UNESCO aan de werelderfgoedlijst toegevoegd als onderdeel van het historisch ensemble van het Potala-paleis, evenals een jaar eerder de Jokhang-tempel. Verder staat het sinds 1988 op de lijst van culturele erfgoederen in de Tibetaanse Autonome Regio.
Er bevindt zich ook een dierentuin, die oorspronkelijk gebruikt werd voor de dieren die aan de dalai lama cadeau waren gegeven. Heinrich Harrer heeft rond 1950 in opdracht van de veertiende dalai lama Tenzin Gyatso op het terrein een bioscoop gebouwd.
|  |  |